# اوله کاراموشکا
اوله کاراموشکا (اوکراینی: Олег Карамушка؛ زادهٔ ۳۰ آوریل ۱۹۸۴) بازیکن فوتبال اهل اتحاد جماهیر شوروی سوسیالیستی است.
از باشگاه‌هایی که در آن بازی کرده‌است می‌توان به باشگاه فوتبال مینسک، باشگاه فوتبال اوبولون-برووار کیف، باشگاه فوتبال متالورگ زاپروژیا، باشگاه فوتبال تاوریا سیمفروپول، باشگاه فوتبال شاختار دونتسک، باشگاه فوتبال ویتبسک، و باشگاه فوتبال بلشیتا بابرویسک اشاره کرد.
وی همچنین در تیم ملی فوتبال زیر ۲۱ سال اوکراین بازی کرده‌است.